# Aerangis articulata
Aerangis articulata es una orquídea epífita originaria de África.

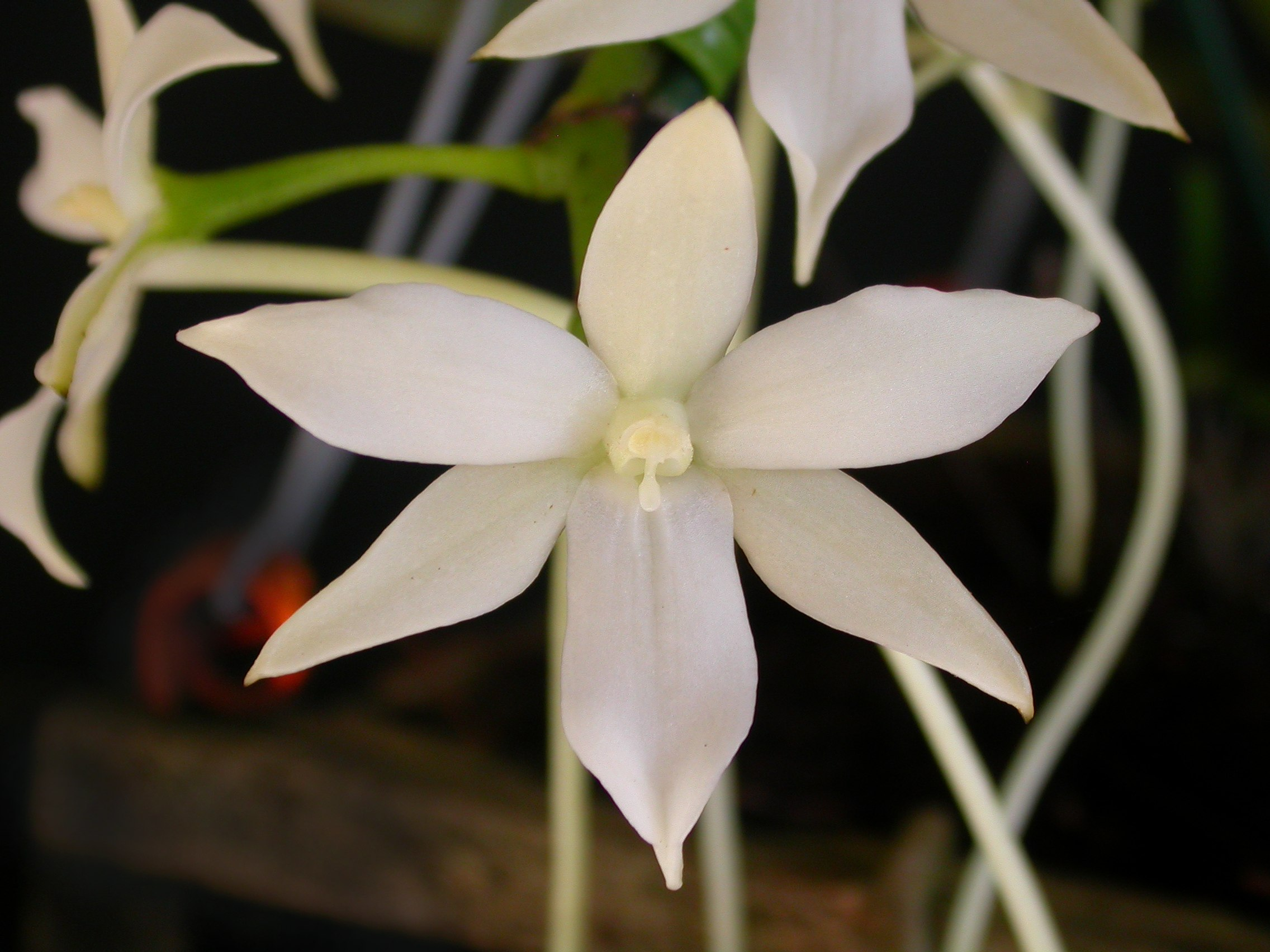
Flor.

## Descripción
Es una planta pequeña de tamaño con hojas perennes que prefiere clima caliente a fresco, es epífita. Sus robustos tallos llevan varias hojas obovadas u oblongo-obovadas, coriáceas y lobuladas. Es muy vistosa. Produce una inflorescencia axilar de 22,5 a 45 cm de largo, colgante y en racimo, a veces ramificada, con hasta 18 perfumadas flores de 3 a 4 cm de longitud, de larga vida y tacto ceroso. Florece en primavera y verano.

## Distribución y hábitat
Se encuentra en Madagascar y las Islas Comores creciendo en los troncos principales y las ramas de árboles forestales en alturas desde el nivel del mar hasta los 2000 m s. n. m.

## Cultivo
Necesita ser montada sobre corcho o en helechos arborescentes para mostrar  mejor la inflorescencia colgante, hay que tener en cuenta  su necesidad de sombra y alta humedad, así como sus necesidades de riego diario en los meses de primavera y verano, para entonces hay que  aumentar la exposición a la luz y dar un poco menos de agua en otoño e invierno.

## Taxonomía
Aerangis articulata fue descrita por (Rchb.f.) Schltr. y publicado en Beihefte zum Botanischen Centralblatt 36: 114. 1918.
Etimología
El nombre del género Aerangis procede de las palabras griegas: aer = (aire) y angos = (urna), en referencia a la forma del labelo.
articulata: epíteto latino que significa "articulada".
Sinonimia
- Aerangis venusta Schltr. 1918
- Aerangis calligera (Rchb.f.) Garay 1974
- Angorchis articulata (Rchb. f.) Kuntze 1891
- Angraecum articulatum Rchb.f 1872
- Angraecum calligerum Rchb.f. 1887
- Angraecum descendens Rchb.f 1882
- Rhaphidorhynchus articulatus (Rchb. f.) Poiss. 1912[4][5]